# Aristida constricta
Aristida constricta är en gräsart som beskrevs av Longhi-wagner. Aristida constricta ingår i släktet Aristida och familjen gräs. Inga underarter finns listade i Catalogue of Life.